# Pierre Chaillet
Pour les articles homonymes, voir Chaillet.
Pierre Chaillet est un prêtre catholique français de la Compagnie de Jésus, résistant, théologien et enseignant né le 13 mai 1900 à Scey-Maisières (Doubs). Il est mort le 27 avril 1972 à Bron (Rhône),.

## Biographie
Paysan d'origine comtoise, le père Chaillet opposa un non catégorique à toute forme de collaboration avec l'envahisseur nazi, refusant le silence des prudents et des faibles. Homme d'action et de réflexion, il réunit autour de lui d'autres frères chrétiens, entre autres le Père de Lubac et le Père Pierre Bockel, et organisa un groupe de résistants dont il devint « le rassembleur et l'inspirateur génial, exigeant, indomptable ». Prêtre jésuite, le père Pierre Chaillet fut aussi agent de renseignement, puis chef dans la Résistance française.
Son action était surtout tournée vers l’aide aux Juifs. Il fut notamment président du Comité des œuvres sociales de la Résistance (COSOR), puis créa les Cahiers du Témoignage chrétien.
Il a été le maître de la Résistance spirituelle face aux nazis. Maurice Schumann, porte parole de la France libre à Londres, lui adressa cette lettre en septembre 1944 :
« Mon Père, vous avez été notre 18 juin Spirituel. C’est trop peu dire que nous vous lisions. Tandis que vous portiez Témoignage dans les soutes et les prisons, les pharisiens de Vichy perpétraient le pire des mensonges : d’une main, ils relevaient les autels, de l’autre, ils en éteignaient les lumières... Le jour où un missionnaire de la Résistance m’a mis votre Témoignage entre les mains, j’ai ressenti le même choc libérateur que le soir où, sur le chemin d’une retraite qui paraissait sans fin, la voix du Général de Gaulle était parvenue jusqu'à moi. »
En 1981, Pierre Chaillet a été honoré du titre de « Juste parmi les nations » pour son activité au service du sauvetage des Juifs.

### Enfance et formation
Pierre Chaillet est né dans une petite ferme du Doubs, dans une famille très religieuse de paysans. Élève au petit séminaire de Maîche, puis à Faverney et au grand séminaire de Besançon.
Il entre dans la Compagnie de Jésus à l'âge de 22 ans et sera ordonné prêtre en 1931. Il fait en l'église du Gesù sa profession ignatienne six ans plus tard.
En 1934, il est nommé au collège de Carinthie en Autriche, où il est témoin de la montée du nazisme. En 1939, il publie « L’Autriche souffrante ». Dans ce livre il dénonce les persécutions contre les catholiques et les persécutions antisémites, ce qui lui vaut d’être surveillé de très près par la Gestapo.
Déjà conscient des risques de la puissance nazie, c’est en homme averti qu’il entre dans la Seconde Guerre mondiale.

### Les Cahiers du Témoignage chrétien

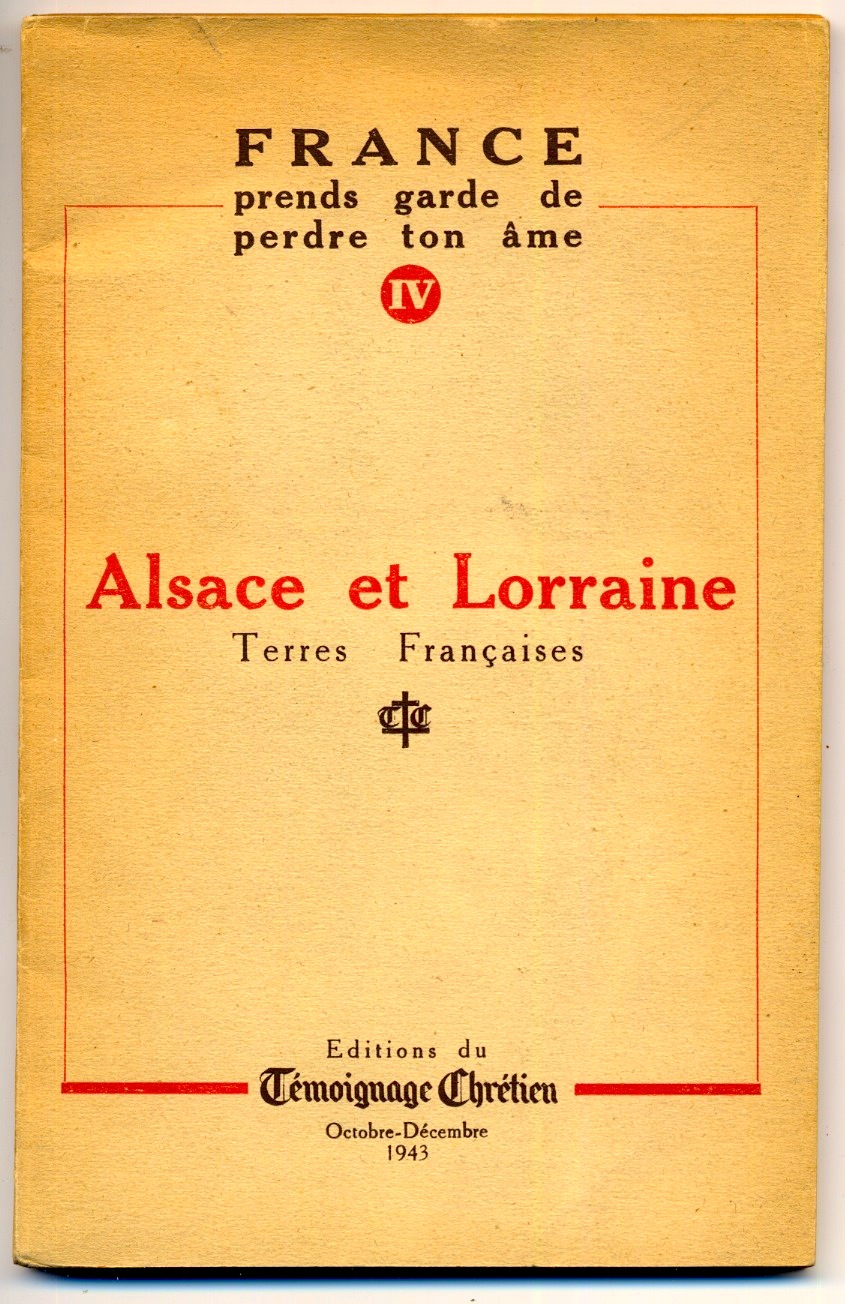
Le Cahier « Alsace et Lorraine terres françaises », rédigé clandestinement par l’abbé Pierre Bockel en 1943.

Dès le début de la guerre, Pierre Chaillet entre au 5e bureau de renseignements. Il est envoyé en Hongrie d’où il apprend la signature de l’armistice du 22 juin 1940.
De retour en France en décembre 1940, il reprend l’enseignement à la faculté de théologie de Lyon, il entre en contact avec des chrétiens hostiles au régime de Vichy et au nazisme. Recherché par la Gestapo, il obtient de faux papiers et prend le nom de Prosper Charlier, qui restera son pseudonyme de Résistant.
Déjà respecté en tant que théologien pendant les années 1930, sa notoriété grandit par ses actions de Résistance et son extrême dévouement pour la cause juive. C’est une résistance caritative qu’a menée ce jésuite, même s’il prit part à des actions armées de Résistance face à l’occupant.
Sa rencontre avec Henri Frenay, au printemps 1941 l’oriente vers la presse clandestine. Sous le pseudonyme de Testis, il écrit des chroniques religieuses pour « Les Petites Ailes » et « Veritas », puis il crée l’un des premiers journaux de la Résistance spirituelle : les « Cahiers du Témoignage chrétien ».
Quatorze numéros se succéderont jusqu'en août 1944. En mai 1943, il édite un supplément Courrier du Témoignage chrétien. La particularité de ce journal tient à son aspect spirituel et catholique de la résistance. Par voie de presse, le jésuite dénonce clairement et à l’aide des Évangiles, la politique antisémite des nazis et son danger pour la religion chrétienne et pour l’homme. Son agent de liaison qui assure la diffusion de Témoignage chrétien et qui lui transmet sa correspondance à Louis Cruvillier, est le curé de Collonges-sous-Salève, le père Marius Jolivet.

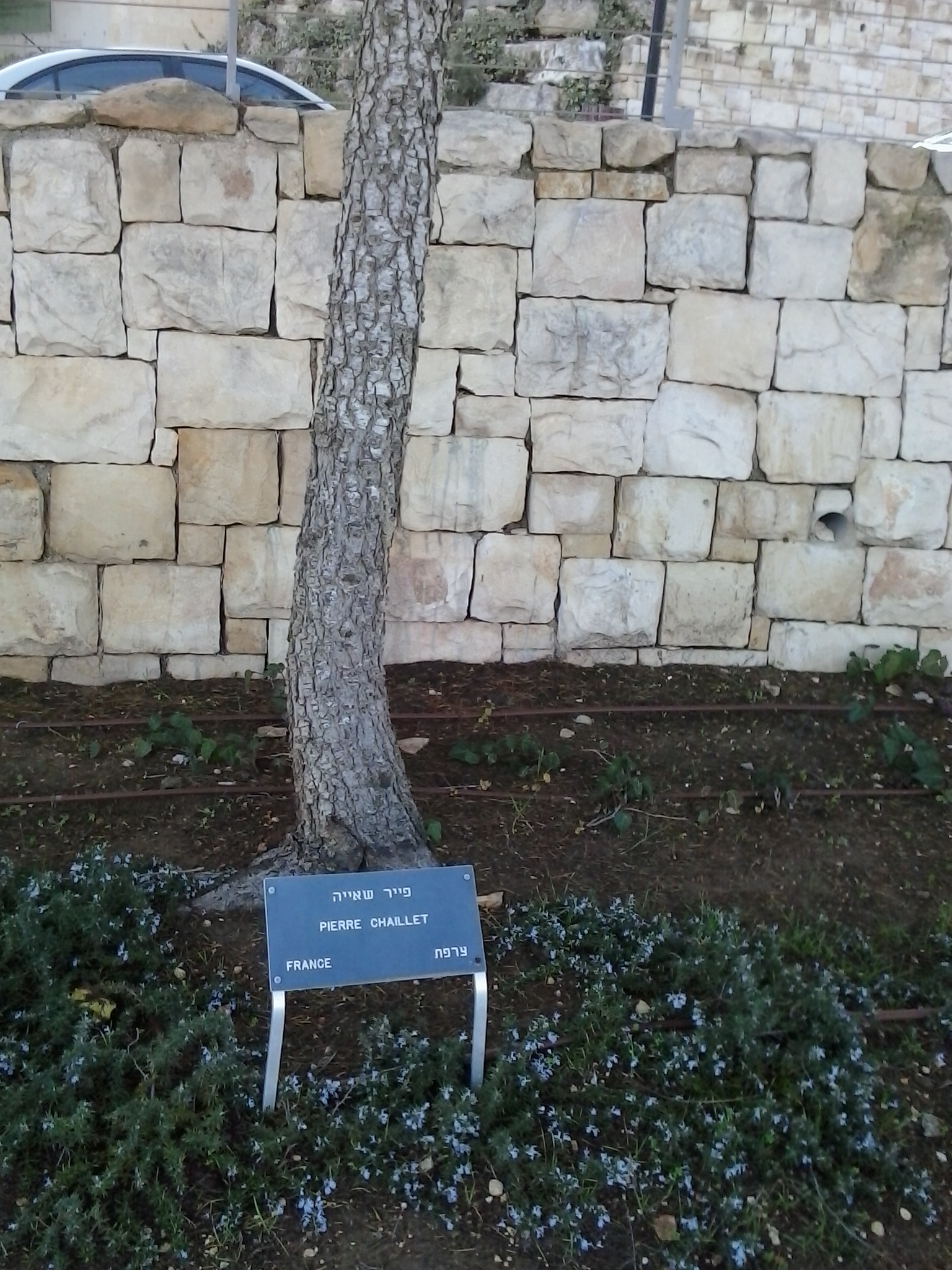
L'arbre planté à Yad Vashem pour honorer Pierre Chaillet

À Lyon, avec l’abbé Pierre Bockel et d’autres, il coordonne des activités d’aide aux Juifs et aux victimes du nazisme dans un organisme inter-confessionnel, l’Amitié chrétienne où il s’associe avec l’abbé Alexandre Glasberg. Cette organisation vient en aide aux populations étrangères en fournissant logements, faux papiers, tickets de rationnement et secours financier. Il mobilise ainsi des bonnes volontés de toutes confessions : juifs, protestants, catholiques.
Il est arrêté en janvier 1943 par la Gestapo ; se faisant passer pour un simple curé, il est libéré. Placé en résidence surveillée, puis poursuivi par la Gestapo, il leur échappera jusqu’à la Libération.
Pendant la guerre, il sauve nombre d’enfants juifs en les faisant passer en Suisse et en Espagne, ce qui lui vaudra d’être honoré par l’Institut Yad Vashem du titre de Juste parmi les nations en 1981.
Compagnon de route du Parti communiste français, avec Albert Bayet, il rencontre en novembre 1944 le Comité Allemagne libre pour l’Ouest.
En 1944, il est nommé président du Comité des œuvres sociales de la Résistance (COSOR), il le restera jusqu’à sa mort.

#### Thèmes et rédacteurs des Cahiers 1941-1945
Liste des Cahiers rédigés entre 1941 et 1945 :
- I. « France, prends garde de perdre ton âme ». Nov. 1941. R.P. Fessard, R.P. Chaillet.
- II-III « Notre combat ». Déc. 1941-janv.1942. R.P. Chaillet, Stanislas Fumet.
- IV-V « Les racistes peints par eux-mêmes ». Févr.-mars 1942, R.P. Chaillet, Pasteur de Pury.
- VI-VII « Antisémites ». Avril-mai 1942, R.P. Chaillet, R.P. Ganne, J. Hours, R.P. de Lubac.
- VIII-IX « Droits de l’homme et du chrétien », Juin-Juillet 1942, R.P. Chaillet, R.P. de Lubac.
- X-XI « Collaboration et fidélité »,  Oct.-nov. 1942, R.P. Chaillet, R.P. Fessard, R.P. de Lubac.
- XII « Les voiles se déchirent » cahier saisi et détruit par la police.
- XIII-XIV « Défi », Janv.-févr. 1943, Cardinal Hlond, R.P. Chaillet.
- XV-XVI « Les voiles se déchirent », Août 1943, J. Vialatoux, R.P. Chaillet, R.P. de Lubac.
- XVII « Déportation », Juin 1943, A. Mandouze.
- XVIII-XIX « « Où allons nous ? Message de Bernanos », Août-sept. 1943, G. Bernanos, R.P. Chaillet.
- XX-XXI-XXII-XXIII « Alsace et Lorraine terres françaises ». Oct.-déc 1943, Abbé P. Bockel, E. Baas, R.P. Chaillet, Abbé Held.
- XXIV « Puissance des ténèbres », Mars 1944, R. d’Harcourt, R.P. Chaillet.
- XXVI-XXVII, « Exigences de la Libération », Mai 1944, A. Mandouze, R.P. Chaillet, R.P. Chambre, R. d’Harcourt, R.P. de Montcheuil.
- XXVIII-XXIX, « Espoir de France », Juillet 1944, A. Mandouze, J. Hours, J. Lacroix, H. Marroux.

### L’après-guerre de la solitude et du renoncement
À la Libération, Pierre Chaillet est nommé brièvement secrétaire général adjoint au ministère de la Santé. Il crée peu après en 1945, les éditions du Témoignage chrétien.
Pendant la guerre d'Algérie, en raison de l'engagement du journal en faveur d'une négociation avec le Front de libération nationale, ses supérieurs de la Compagnie de Jésus lui demandent d’en quitter la présidence en 1956, jugeant incompatibles les opinions du journal avec la doctrine de sa congrégation.
Il vit ses dernières années dans le silence et le renoncement. Le père Pierre Chaillet est mort des complications d'une attaque cérébrale le 27 avril 1972, alors que l'on effectue son transfert vers Lyon à partir du sanatorium du Plateau d'Assy  où il est en convalescence.

## Distinctions
- Officier de la Légion d'honneur à titre militaire (décret du 13 juillet 1962) ; chevalier à titre militaire du 25 septembre 1946[15]
- Croix de guerre 1939–1945[15]
- Médaille de la Résistance française avec rosette (décret du 3 août 1946)[16]
- Chevalier de l'ordre de la Santé publique[15]
- Juste parmi les nations (1981)[5]